# Залізниця Гетеборг — Кальмар/Карлскруна
Залізниця Гетеборг — Кальмар/Карлскруна  — електрифікована залізниця завдовжки 410 км Y-подібної форми між Гетеборгом через Еммабуду до Кальмара і Карлскруни на півдні Швеції. 

## Історія
Залізниця була побудована як п'ять різних залізниць: від Гетеборга до Буроса, від Буросу до Альвести, від Векше до Альвести, від Карлскруни до Векше та Кальмарська лінія.
Залізниці були націоналізовані в 1940 і 1941 роках, і операції взяли на себе Шведські державні залізниці.
 
На той час дільниці від Гетеборга до Буроса було електрифіковано.
Решта дільниць були електрифіковані між 1954 і 1962 роками: від Альвести до Векше в 1953 році, від Векше до Кальмара в 1954 році та від Буроса до Альвеста в 1962 році.
Локомотиви SJ T41 були найпоширенішими в дизельну еру, їх замінили SJ D і SJ після електрифікації.
Послуги також надавалися локомотивами SJ X9 і пізніше SJ F.
З 1980-х років лінію обслуговували локомотиви SJ Rc.

Дільниця від Гетеборга до Буроса має додатковий місцевий трафік.
З 1960-х років використовувалися мультимоделі SJ X7, а з 1990-х – SJ X11, SJ X12, SJ X14 і SJ X53.
В 1990 році дистанцію було модернізовано і весь рух транспорту зупинено на три місяці.
В 1994 році був представлений бренд «Coast-to-Coast» і представлені високошвидкісні поїзди SJ X2.
Вони залишалися в експлуатації до 2002 року, коли були введені поїзди Øresundståg.
У 2007 році були представлені багатоповерхові поїзди Bombardier Regina, а з 2009 року знову потяги Rc.

У 2010 — 2013 роках Шведська транспортна адміністрація модернізувала дистанцію 57 км від Еммабуди до Карлскруни, щоб скоротити час у дорозі з 40 до 33 хвилин.
Дистанція не працювала з грудня 2011 року по червень 2013 року, а всі роботи були завершені у 2014 році.
Модернізація містила безперервні зварні рейки, централізоване керування рухом, нову систему контактної мережі, нові роз’їзди в Гульберна та Віссеф'ярда, модернізацію роз'їздів у Сп'ютсбігд і Гольмшьо, нові платформи на станції Гольмшьо, швидкість до 200 км/годину, 40 залізничних переїздів видалено, 8 нових тунелів і мостів, нове розташування колій і система сигналізації в Еммабуда, а також реконструйована станція Карлскруна.
Проект коштував 950 мільйонів шведських крон (SEK).